# PVK Olymp Praha (muži)
PVK Olymp Praha byl český mužský volejbalový klub. Spolu s ženskou částí klubu byl založen v roce 1957 pod názvem Rudá Hvězda Praha. V devadesátých letech byl klub přejmenován na Policejní volejbalový klub (PVK) Olymp Praha. V roce 1993 postupně zanikají všechny chlapecké a mužské kategorie.

## Úspěchy
Mistři Československa mužů
- 1965/66
- 1971/72
- 1981/82
- 1983/84
- 1984/85
- 1985/86
- 1988/89
- 1990/91
- 1991/92